# Spyros Gianniotis
Spyridon „Spyros“ Gianniotis (griechisch Σπυρίδων „Σπύρος“ Γιαννιώτης, * 19. Februar 1980 in Liverpool) ist ein griechischer Schwimmer. Er gewann bei den Schwimmweltmeisterschaften 2011 in Shanghai wie zwei Jahre später in Barcelona jeweils den Weltmeistertitel im 10-Kilometer-Freiwasserschwimmen.
Der als Sohn einer englischen Mutter in Liverpool geborene Gianniotis hatte als ersten Schwimmverein in seiner Jugend den Kerkyra Nautical Club in Korfu-Stadt. Inzwischen ist er beim Olympiakos Piräus aktiv.

## Olympiateilnahmen
Nach der Qualifikation für die Olympischen Spiele 2000 erreichte er in Sydney über 400 Meter Freistil den 20. und über 1500 m Freistil den 21. Platz. Die griechische 4-mal-100-Meter-Freistilstaffel wurde mit ihm 15.
Bei den Olympischen Spielen 2004 in Athen erreichte er in denselben Einzeldisziplinen jeweils den Endlauf und wurde über 400 Meter Siebter (3:48,77 min) und über 1500 Meter Fünfter (15:03,69 min).
In Peking schließlich reichte es bei den Olympischen Spielen 2008 wiederum über die gleichen Strecken nur für die Plätze 24 und 12. Über 10 Kilometer im Freiwasser konnte er sich als 16. (1:52:20,4 h) im Vorderfeld platzieren.
Spyros Gianniotis hatte die Ehre der erste Fackelträger für die Olympischen Spiele 2012 in London zu sein.

## Welt- und Europameisterschaften
Bei den Schwimmweltmeisterschaften 2001 in Fukuoka wurde er Siebter über 400 m Freistil in 3:52,09 Minuten (Sieger war hier der Australier Ian Thorpe in der Weltrekordzeit von 3:40,17 min). Bei den Schwimmeuropameisterschaften 2002 in Berlin war er Schlussschwimmer der griechischen Staffel, die in 7:20,67 min die Bronzemedaille hinter Italien und Deutschland erkämpfte.
Bei den Schwimmweltmeisterschaften 2007 in Melbourne gewann er mit Bronze über 5 Kilometer seine erste Einzelmedaille. Ein Jahr später bei den Freiwassereuropameisterschaften in Dubrovnik gewann er über 5 Kilometer seinen ersten Titel. Bei den Schwimmweltmeisterschaften 2009 in Rom gewann er über dieselbe Strecke die Silbermedaille. Bei den Schwimmeuropameisterschaften 2010 in Budapest kamen der Titel im Teamwettbewerb über 5 Kilometer und eine Bronzemedaille über 5 Kilometer im Einzel hinzu.
Der mit Abstand größte Erfolg seiner schwimmerischen Laufbahn gelang ihm am 20. Juli 2011 bei den Schwimmweltmeisterschaften 2011 im Ostchinesischen Meer vor Shanghai, als er in 1:54:24,7 h Weltmeister wurde. Geschlagen auf den Plätzen lagen der Würzburger Titelverteidiger Thomas Lurz (1:54:27,2 h) und der Russe Sergei Bolschakow.
Zwei Tage später konnte Gianniotis seine zweite Medaille in Shanghai gewinnen: Über 5 km musste er sich in 56:17,4 h nur Lurz (56:16,6 h) geschlagen geben und kam vor dem Russen Jewgeni Dratzew ein.